# Prosekia rutilans
Prosekia rutilans är en kräftdjursart som först beskrevs av Albert Vandel 1952.  Prosekia rutilans ingår i släktet Prosekia och familjen Philosciidae. Inga underarter finns listade i Catalogue of Life.